# 11706 Rijeka
11706 Rijeka è un asteroide della fascia principale. Scoperto nel 1998, presenta un'orbita caratterizzata da un semiasse maggiore pari a 2,9088545 UA e da un'eccentricità di 0,0585973, inclinata di 2,03529° rispetto all'eclittica.
L'asteroide è dedicato all'omonima città croata il cui esonimo in italiano è Fiume.